# Orchidee di Monte Pellegrino
La Riserva naturale orientata Monte Pellegrino ospita 27 diverse entità tra specie e sottospecie  di orchidee selvatiche (più numerosi ibridi), alcune delle quali endemiche della Sicilia.
La maggior parte delle specie fiorisce tra marzo e maggio, anche se in qualche caso la fioritura è anticipata a febbraio (Anacamptis collina, Himantoglossum robertianum) ovvero può protrarsi sino a giugno (Anacamptis coriophora subsp. fragrans).
N.B. L'epoca di fioritura citata nelle schede sottostanti si riferisce al territorio della Riserva. Per informazioni più generali vedere le voci relative alle singole specie

## Anacamptis
(5 specie)
|  | Anacamptis collina (Banks & Sol. ex Russel) R.M.Bateman, Pridgeon & M.W.Chase, 1997 Sin.: Orchis collina (Banks & Sol. ex Russel) Fioritura: febbraio-marzo. Habitat: pascoli e praterie a Pennisetum setaceum                                                   |
|  | Anacamptis coriophora subsp. fragrans (Pollini) R.M.Bateman, Pridgeon & M.W.Chase, 1997 Sin.: Orchis fragrans, Orchis coriophora subsp. fragrans Fioritura: maggio-giugno. Habitat: lembi di foresta mediterranea sempreverde a Rhamnus alaternus - Quercus ilex |
|  | Anacamptis longicornu (Poir.) R.M.Bateman, Pridgeon & M.W.Chase, 1997 Sin.: Orchis longicornu Fioritura: marzo-maggio. Habitat: ubiquitaria |
|  | Anacamptis papilionacea var. grandiflora (Boiss.) Sin.:Orchis papilionacea var. grandiflora Fioritura: marzo-maggio. Habitat: pascoli, garighe e radure di rimboschimenti di pino.                                                                               |
|  | Anacamptis pyramidalis (L.) Rich., 1817 Sin.: Orchis piramidalis L. Fioritura: maggio-giugno Habitat: zone di pascolo a ridosso di rimboschimenti di Pinus pinea                                                                                                 |

## Himantoglossum
(1 specie)
|  | Himantoglossum robertianum (Loisel.) P.Delforge, 1999 Sin.: Barlia robertiana Fioritura: inizia nel periodo invernale protraendosi a volte sino a maggio. Habitat: prateria ad Ampelodesmos mauritanicus |

## Neotinea
(1 specie)
|  | Neotinea lactea (Poir.) R.M.Bateman, Pridgeon & M.W.Chase, 1997 Sin.: Orchis lactea Fioritura: marzo-aprile. Habitat: pascolo e rimboschimenti di pino. |

## Ophrys
(16 specie)
|  | Ophrys apifera Huds., 1762 Fioritura: da aprile a luglio. Habitat: lembi di foresta mediterranea sempreverde a Rhamnus alaternus - Quercus ilex |
|  | Ophrys bertolonii Moretti Fioritura: aprile. Habitat: pascoli e lembi di foresta mediterranea sempreverde a Rhamnus alaternus - Quercus ilex |
|  | Ophrys bombyliflora Link Fioritura: aprile. Habitat: ubiquitaria. |
|  | Ophrys exaltata Ten. (endemismo siculo-calabro) Fioritura:aprile-maggio. Habitat: pascoli e lembi di foresta mediterranea sempreverde a Rhamnus alaternus - Quercus ilex |
|  | Ophrys fusca subsp. obaesa (Lojac.) E.G.Camus & A.Camus, 1928 Sin.: Ophrys obaesa (endemismo siculo) Fioritura: marzo-maggio. Habitat: pascoli e garighe |
|  | Ophrys fusca subsp. sabulosa (Paulus & Gack ex P.Delforge) Kreutz, 2004 Sin.: Ophrys sabulosa (endemismo siculo) Fioritura: aprile-maggio. Habitat: pascoli e lembi di foresta mediterranea sempreverde a Rhamnus alaternus - Quercus ilex                                                          |
|  | Ophrys incubacea Bianca Fioritura: aprile. Habitat: gariga a Euphorbia dendroides La specie, segnalata da Raimondo et al. nel 1993, ma non inserita nella checklist delle Orchidaceae della Riserva naturale orientata Monte Pellegrino pubblicata nel 2008, è stata nuovamente ritrovata nel 2009. |
|  | Ophrys lunulata Parl. (endemismo siculo) Fioritura: aprile. Habitat: pascoli e lembi di foresta mediterranea sempreverde a Rhamnus alaternus - Quercus ilex |
|  | Ophrys lutea Cav. Fioritura: marzo-maggio Habitat: ubiquitaria |
|  | Ophrys lutea subsp minor (Tod.) O. Danesh & E. Danesh, 1975 Sin.: Ophrys sicula Fioritura: marzo-aprile. Habitat: pascoli e zone diradate di rimboschimenti di Pinus pinea. |
|  | Ophrys lutea subsp. phryganae (Devillers-Tersch. & Devillers) Melki, 2000 Sin.: Ophrys phryganae Fioritura: aprile-maggio. Habitat: pascoli. |
|  | Ophrys sphegodes subsp. sphegodes Mill., 1768 Fioritura: da febbraio a maggio. Habitat: rimboschimenti a pino. |
|  | Ophrys sphegodes subsp. panormitana (Tod.) Kreutz, 2004 Sin.: Ophrys panormitana (endemismo siculo) Fioritura: marzo. Habitat: pascoli e lembi di foresta mediterranea sempreverde a Rhamnus alaternus - Quercus ilex                                                                               |
|  | Ophrys speculum Link, 1800 Sin.: Ophrys ciliata Fioritura: marzo-maggio. Habitat: ubiquitaria. |
|  | Ophrys tenthredinifera Willd., 1805 Fioritura: marzo-maggio. Habitat: gariga a substrato calcareo. |

### Ibridi
|  | Ophrys × flavicans Vis. Sin.: Ophrys explanata Fioritura: marzo. Habitat: lembi di foresta mediterranea sempreverde a Rhamnus alaternus - Quercus ilex                                                                                     |
|  | Ophrys × inzengae (O. bertolonii × O. tenthredinifera) Fioritura: aprile-maggio. Habitat: lembi di foresta mediterranea sempreverde a Rhamnus alaternus - Quercus ilex.                                                                    |
|  | Ophrys × lidbergii Mazzola, 1982 (O. lunulata × O. tenthredinifera) Fioritura: aprile. Habitat: lembi di foresta mediterranea sempreverde a Rhamnus alaternus - Quercus ilex                                                               |
|  | Ophrys × mazzolana Falci, S.A.Giardina & Serio, 2008 (O. lunulata × O. explanata) Fioritura: aprile. Habitat: pascoli, prateria ad Ampelodesmos mauritanicus, lembi di foresta mediterranea sempreverde a Rhamnus alaternus - Quercus ilex |
|  | Ophrys × sommieri E.G.Camus ex Cortesi, 1904 (O. bomyliflora × O. tenthredinifera) Fioritura: marzo-aprile. Habitat: lembi di lecceta residua                                                                                              |

## Orchis
(1 specie)
|  | Orchis italica Poir., 1798 Fioritura: aprile-maggio. Habitat: rimboschimenti di pino. |

## Serapias
(3 specie)
|  | Serapias lingua L. Fioritura: aprile-giugno. Habitat: prateria ad Ampelodesmus mauritanicus                                                          |
|  | Serapias parviflora Parl. Fioritura: aprile-giugno. Habitat: ubiquitaria                                                                             |
|  | Serapias vomeracea Burm. f. Fioritura: marzo-aprile. Habitat: pascoli e lembi di foresta mediterranea sempreverde a Rhamnus alaternus - Quercus ilex |